# Armindo Monteiro
Armindo Rodrigues de Sttau Monteiro (Vila Velha de Ródão, 16 décembre 1896 - Loures, 15 octobre 1955), connu comme Armindo Monteiro, fut un professeur d'Université, homme d'affaires, diplomate et politicien portugais, qui exerça des fonctions importantes durant la période de l'Estado Novo. Il fut Ministre des Colonies, Ministre des affaires étrangères et ambassadeur du Portugal au Royaume-Uni durant la première partie de la Seconde Guerre mondiale.

## Sources
1. ↑  Armindo Rodrigues de Sttau Monteiro. História De Portugal. Accessed 17 June 2011.